# Paňdžáb (pákistánská provincie)
Paňdžáb (paňdžábsky a urdsky پنجاب, Paňjāb) je s rozlohou 205 344 km² jedna z největších pákistánských provincií, zároveň je z nich nejlidnatější (přes 81,5 mil. obyvatel v roce 2009). Na jihu sousedí se Sindhem, na západě s Chajbar Paštúnchwá a Balúčistánem. Severní sousedi paňdžábské provincie jsou Pákistánem ovládaná část Kašmíru Azád Kašmír a Území hlavního města Islámábádu.
Provincie existuje v současné podobě od května 1972. Její hlavní město je Láhaur. Počet obyvatel Paňdžábu roste, zatímco v roce 1981 zde žilo 47 292 000 obyvatel, v roce 1998 už to bylo 72 585 000 lidí.